# 9684 Olieslagers
A 9684 Olieslagers (ideiglenes jelöléssel 4113 P-L) a Naprendszer kisbolygóövében található aszteroida. Cornelis Johannes van Houten, Ingrid van Houten-Groeneveld és Tom Gehrels fedezte fel 1960. szeptember 24-én.